# Hellamaa (Muhu)
Hellamaa (Duits: Hellama) is een plaats in de Estlandse gemeente Muhu, provincie Saaremaa. De plaats heeft de status van dorp (Estisch: küla).

## Bevolking
Het dorp had 115 inwoners op 31 december 2011 en 114 inwoners op 31 december 2021.

## Ligging
Hellamaa ligt aan de oostkust van het eiland Muhu, aan de Suur Väin, de zeestraat die Muhu scheidt van het Estische vasteland. De Põhimaantee 10, de hoofdweg van Risti via Virtsu naar Kuressaare, loopt door Hellamaa.

## Geschiedenis
Hellamaa werd voor het eerst genoemd in 1570 onder de naam Helame Matz of Heleme Peet, een boerderij. In de Grote Noordse Oorlog raakte de streek vrijwel ontvolkt. In 1733 werd op een stuk onbebouwde grond een landgoed Hellamaa gesticht. Het behoorde als kroondomein toe aan de Russische tsaar. In 1872 werd het landgoed verdeeld tussen de boeren die er werkten en de Russisch-Orthodoxe Kerk. Ten zuiden van het landhuis lag een dorp Hellamaa, vermoedelijk ook in 1872 ontstaan.
De orthodoxe Peter-en-Paulskerk (Estisch: Peetruse ja Pauluse kirik) is gebouwd in de jaren 1864-1866. De architect was Apollon Edelson. Het gebouw doet met zijn eenvoudige opzet denken aan een lutherse kerk. De parochie is sinds 1996 aangesloten bij de Estische Apostolisch-Orthodoxe Kerk.
Op het plaatselijke kerkhof ligt een collectief graf voor de slachtoffers van de Tweede Wereldoorlog. Ook staat er een monument voor de slachtoffers.
In 1977 werd het noordelijke deel van het buurdorp Võlla bij Hellamaa gevoegd.

## De Võlla tamm
Op het grondgebied van Hellamaa staan de resten van een heilige eik, de Võlla tamm, vernoemd naar het buurdorp Võlla. Er is een foto uit 1913 bewaard gebleven, van de hand van de Estische fotograaf Johannes Pääsuke. Toen was de boom nog compleet. In 1919 brak een tak af. Na de Tweede Wereldoorlog begon de boom uit te drogen. Op het eind van 2007 werd het struikgewas rond de boom gekapt. In de nacht van 31 december 2007 op 1 januari 2008 werd de boom geveld door een zware storm, die nu vrij spel had. De resterende stomp is een beschermd monument.

## Foto's

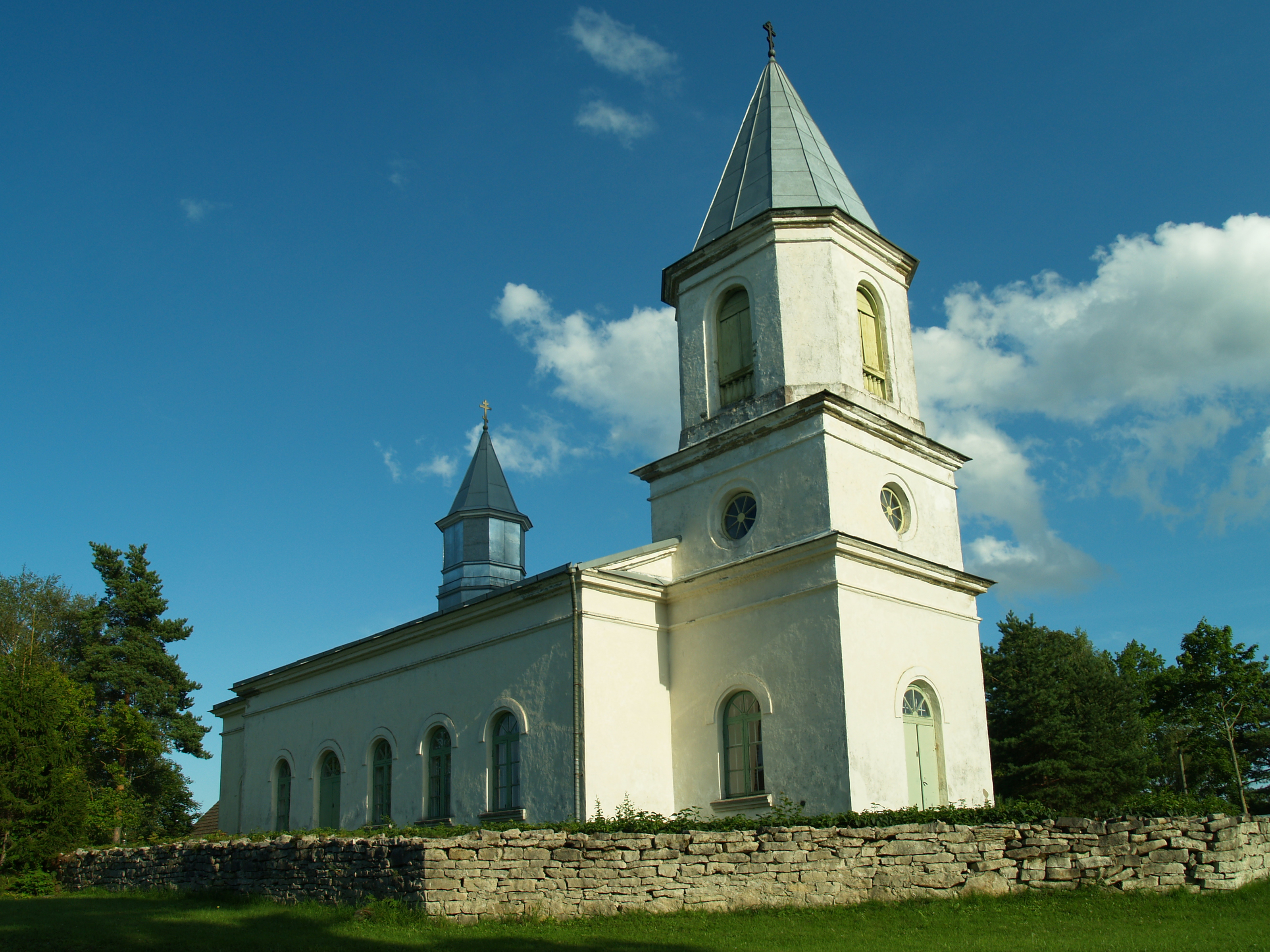
De Peter-en-Paulskerk
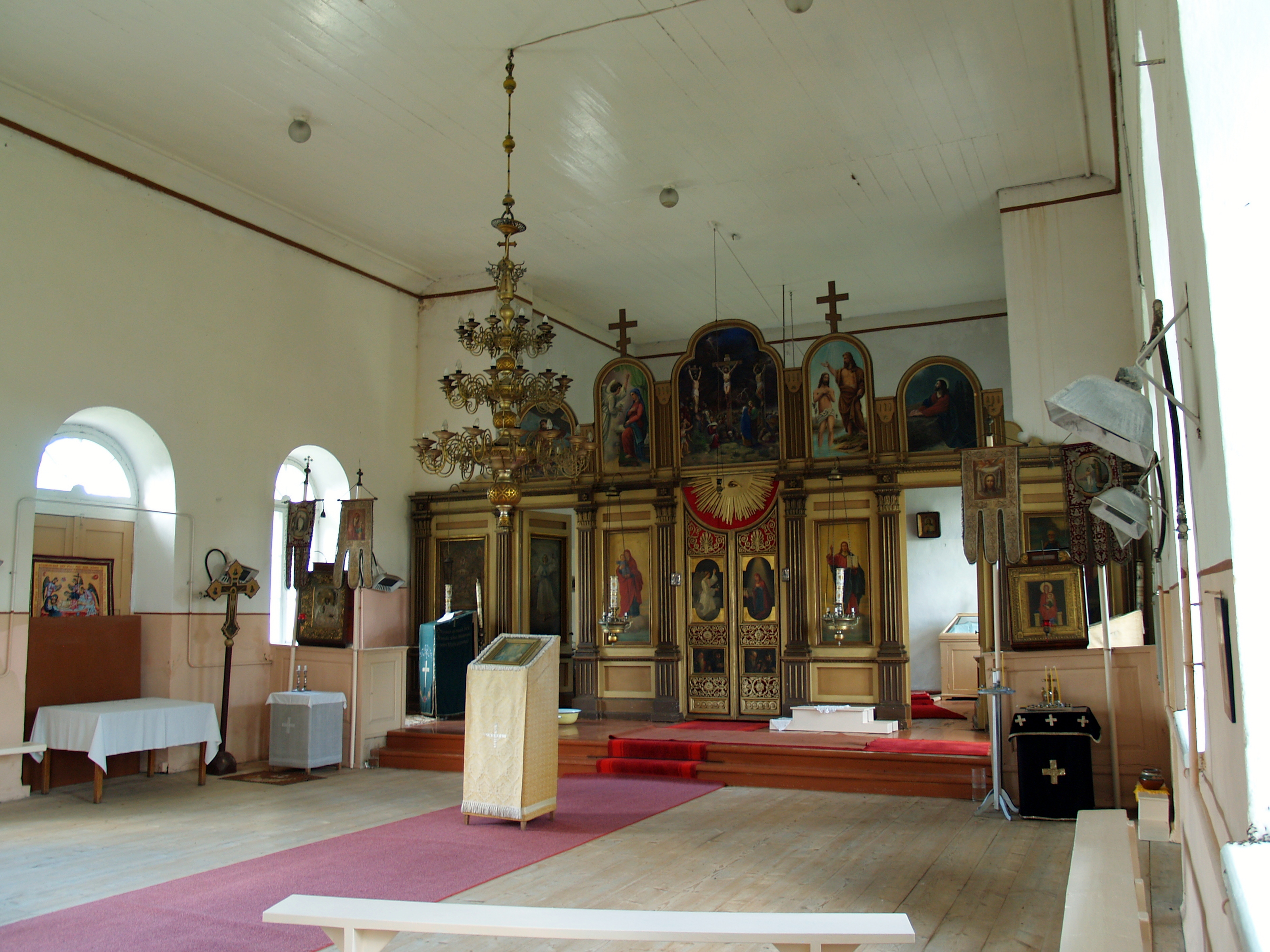
Interieur van de kerk
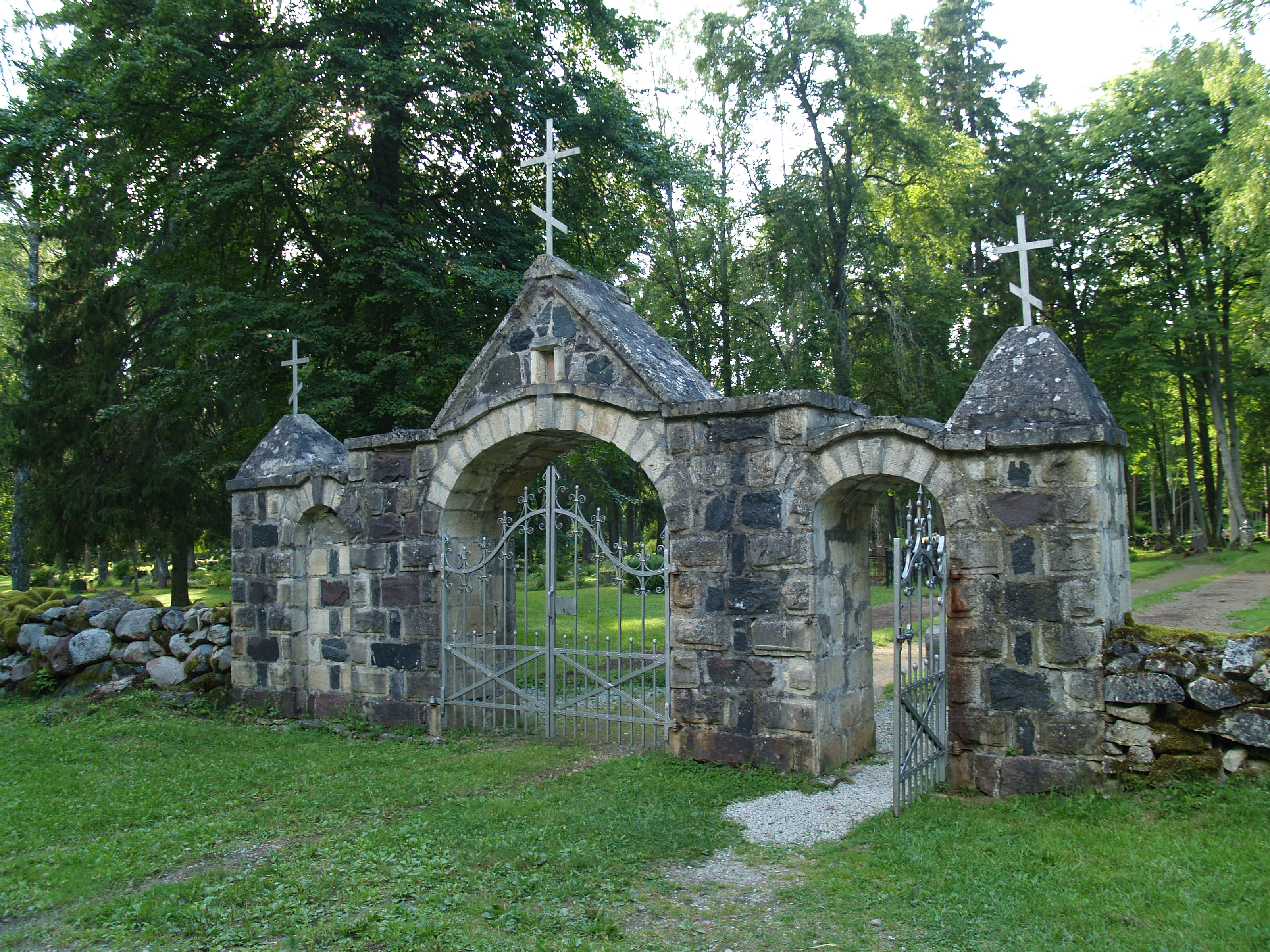
Ingang van het kerkhof
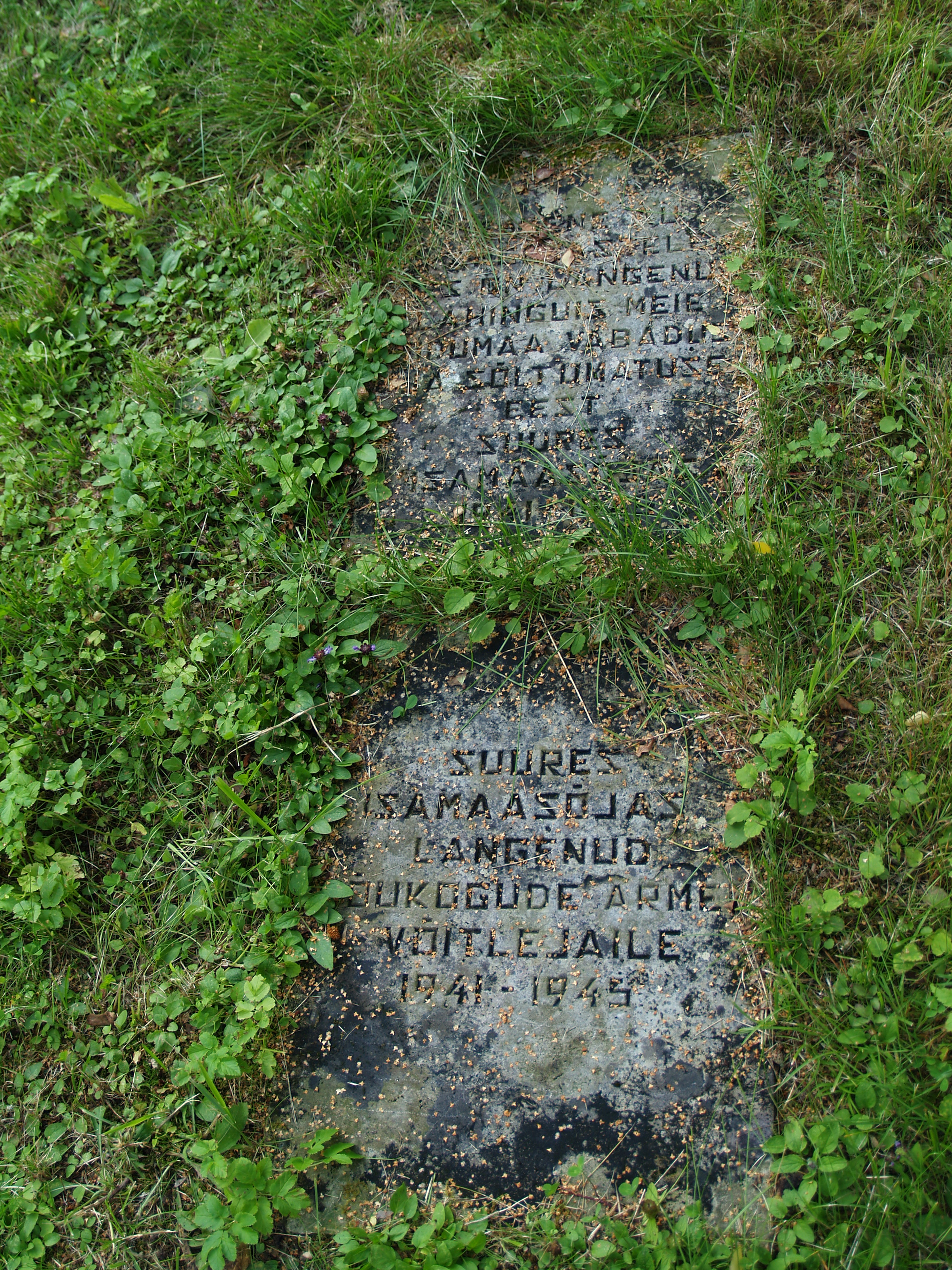
Collectief graf voor de slachtoffers van de Tweede Wereldoorlog
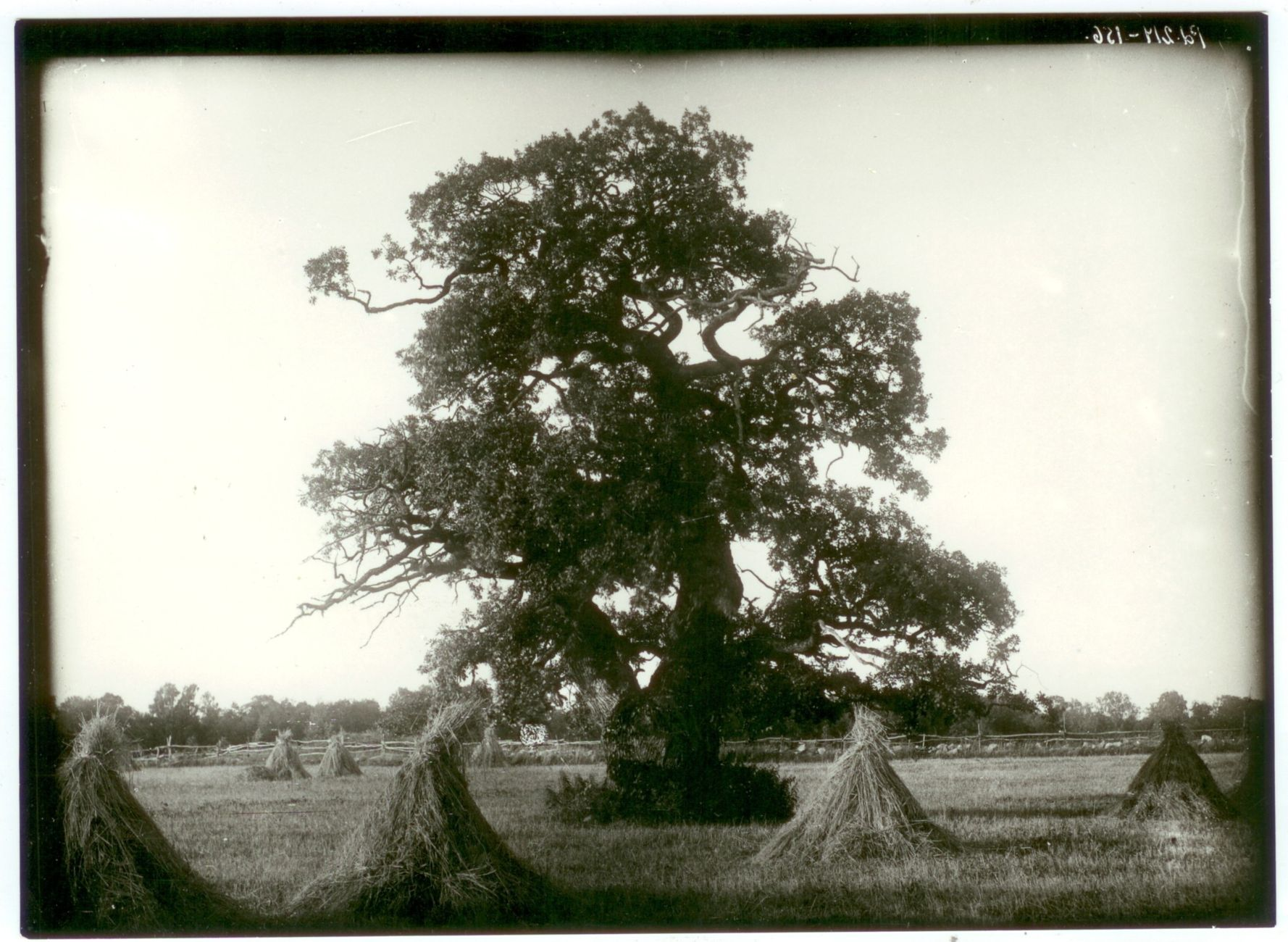
De Võlla tamm in 1913, gefotografeerd door Johannes Pääsuke.
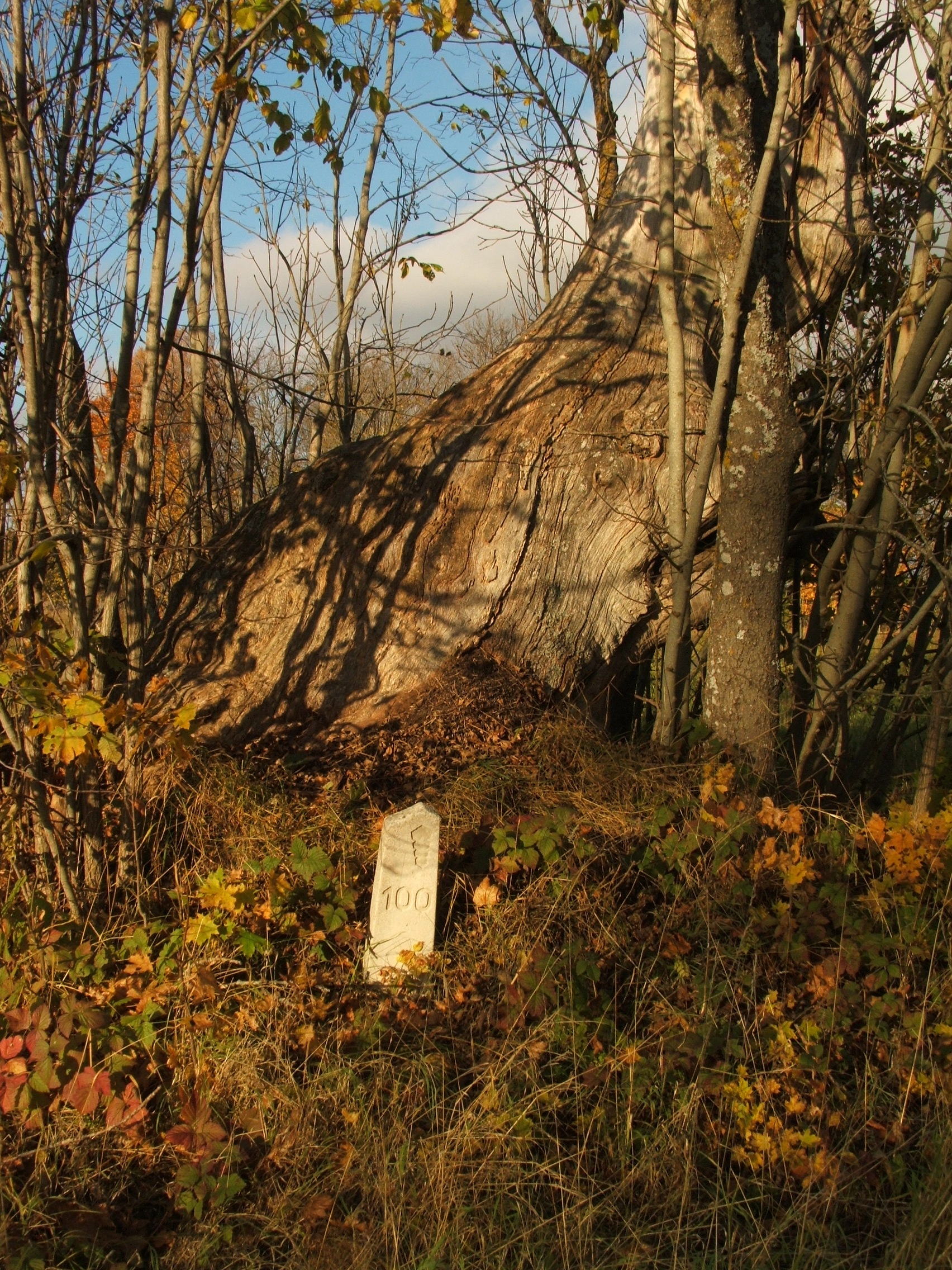
De Võlla tamm in 2005